# Scapolite
Scapolite est le nom d'un groupe de tectosilicates formant une série isomorphe (solution solide) de trois pôles purs : la marialite Na4(AlSi3O8)3Cl est riche en sodium et chlore, la méionite Ca4(AlSiO4)6CO3 en calcium et carbonate, et la silvialite Ca4(AlSiO4)6SO4 en calcium et sulfate.

## Inventeur et étymologie
La scapolite a été décrite par le minéralogiste brésilien José Bonifácio de Andrada e Silva en 1800. Il l'a nommée ainsi d'après le grec skapos (« tige ») et lithos (« pierre ») car elle se présente parfois sous forme de longs cristaux striés ; il lui a secondairement donné le nom de wernérite mais ce terme, n'ayant pas l’antériorité, est considéré seulement comme une variété du groupe.

## Synonymie
- Dipyre (de Laumont & Charpentier)[5]
- Fuscite (Hey) : le nom vient du latin fuscus (« brun »), en référence à son apparence.

## Variété
Wernérite (de Andrada) : membre intermédiaire entre la méionite et la marialite pour un rapport de 3/1 à 1/2, nommé en l'honneur du minéralogiste allemand Abraham Gottlob Werner. Certains auteurs du XIXe siècle donnent le mot comme masculin, mais le féminin est aujourd'hui plus répandu. 
Synonymie :
- Ékebergite (Berzelius)[7] : nom donné en hommage au chimiste qui en fit la description (Anders Gustaf Ekeberg)[8] ;
- Leucolithe de Mauléon (Delaméthérie)[9] ;
- Micarelle (Abildgaard)[10], probablement une wernérite altérée en pinite ;
- Natrolite d'Hesselkula/Hesselkulla (aujourd'hui Hässelkulla) (Ekeberg) : locution nominale formée du nom d'espèce natrolite et du topotype Hesselkula en Suède ;
- Paranthine (genre masculin) (Haüy 1804)[11] ;
- Rapidolithe (Abildgaard), littéralement « pierre à baguette »[12] ;
- Sodaïte[13].

## Gîtologie
Ce minéral se forme dans le métamorphisme régional ou dans le métamorphisme de contact.

## Utilité
Parfois utilisée comme gemme, la scapolite est alors généralement taillée en forme de cabochon.